# 鈴木久泰
鈴木 久泰（日語：、1953年3月31日— - ）為日本國土交通省官僚。日本海上保安廳第41代海上保安廳長官。

## 經歷
福島縣磐城市出身。東京大學法學部畢業。1975年進入運輸省。入廳後歷任旅客課長、关西国际机场課長、大臣官房總括審議官等職務。擔任過國土交通省航空局長。任職航空局長時參與富士山静岡機場、茨城機場之啟用過程。
2008年7月異動為海上保安廳次長。2009年7月24日、就任海上保安廳長官、2012年9月11日卸任。

## 備考
在故鄉福島縣磐城市被委屬為「陽光大使」。

## 關聯項目
- 釣魚台列嶼中國漁船衝突影像流出事件（日语：尖閣諸島中国漁船衝突映像流出事件）
- 運輸省
- 官僚